# 邁阿密港
邁阿密港（英語：PortMiami）是位於美国佛罗里达州迈阿密比斯坎灣的一座港口。邁阿密港的主體位於一個島嶼上，通過隧道和邁阿密市區相連。2011年，邁阿密港為邁阿密帶來176,000個工作崗位，並且帶來1800萬美元的經濟效益。邁阿密港是美國第11大貨櫃港。邁阿密港的大規模建設開始於1960年。

## 外部連結
- Miami-Dade County - PortMiami （页面存档备份，存于）
- Port of Miami Crane Management, Inc. （页面存档备份，存于）
- Port of Miami Tunnel （页面存档备份，存于）